# Chevroz
Chevroz település Franciaországban, Doubs megyében. Lakosainak száma 140 fő (2022. január 1.). Chevroz Voray-sur-l’Ognon és Bussières községekkel határos.

## Népesség
A település népességének változása:
| Lakosok száma | 84   | 84   | 77   | 102  | 112  | 127  | 131  | 132  | 133  | 140  |
|               | 1968 | 1982 | 1990 | 2006 | 2013 | 2015 | 2017 | 2019 | 2020 | 2022 |